# Ramensteinhöhle
Die Ramensteinhöhle ist eine 45 Meter lange, U-förmige Durchgangshöhle im Lindletal bei Nattheim im baden-württembergischen Landkreis Heidenheim.

## Geographische Lage
Die 1904 entdeckte Höhle liegt in einem Ramenstein genannten Weißjura-Felsen am rechten Hang des Lindletales, rund 500 Meter vor dem westlichen Ortseingang von Nattheim. Die Höhleneingänge befinden sich 30 Meter über der Talsohle und der dort verlaufenden Bundesstraße 466 auf 570 m ü. NHN.

## Topographie
Die Ramensteinhöhle ist fast ausschließlich an Querklüften angelegt und weist zahlreiche Ausbuchtungen, Klüfte sowie Decken- und Spaltschlote auf. Deckenkolke und die Form der Profile deuten darauf hin, dass es sich bei ihr um die Reste einer ehemals größeren Flusshöhle handelt, die bei der Entstehung des Lindletales zerstört und abgetragen wurde.
Der südliche Eingang der Höhle schließt sich von Westen an einen 2,5 Meter hohen, 6 Meter breiten und 1,5 Meter tiefen Abri an. Der Höhlengang hat auf den ersten 5 Metern in westlicher Richtung ein leichtes Gefälle und zweigt dann nach Norden ab. Nach weiteren 5 Metern verläuft er auf einer Länge von 27 Metern im Zickzack und geht anschließend in einen ansteigenden, sich zunehmend verengenden, geradlinig nach Osten verlaufenden Gang über. Der hier liegende nordöstliche Eingang wurde 1985 – bis auf eine kleine Öffnung – zum Schutz der überwinternden Fledermäuse zugemauert. Von November bis April ist auch der südwestliche Höhleneingang mit einem Gitter verschlossen.

## Forschungsgeschichte
1904 wurden unter dem Felsschutzdach erste Ausgrabungen durchgeführt und der südliche Teil der nahezu vollständig verfüllten Höhle auf 20 Metern Länge ausgegraben. 1930/31 wurden die Arbeiten fortgesetzt, mehrere Felsriegel heraus gesprengt, und die verbliebenen Sedimente bis zum Durchbruch des nordöstlichen Eingangs ausgeräumt. Der lehmige Aushub wurde direkt vor der Höhle den Abhang hinunter gekippt und ist dort heute noch zu erkennen.
Neben mittelalterlichen Gefäßscherben konnten Knochen von Mammut, Wollnashorn, Höhlenbär, Höhlenhyäne, Wolf, Pferd und Ren geborgen und bestimmt werden.

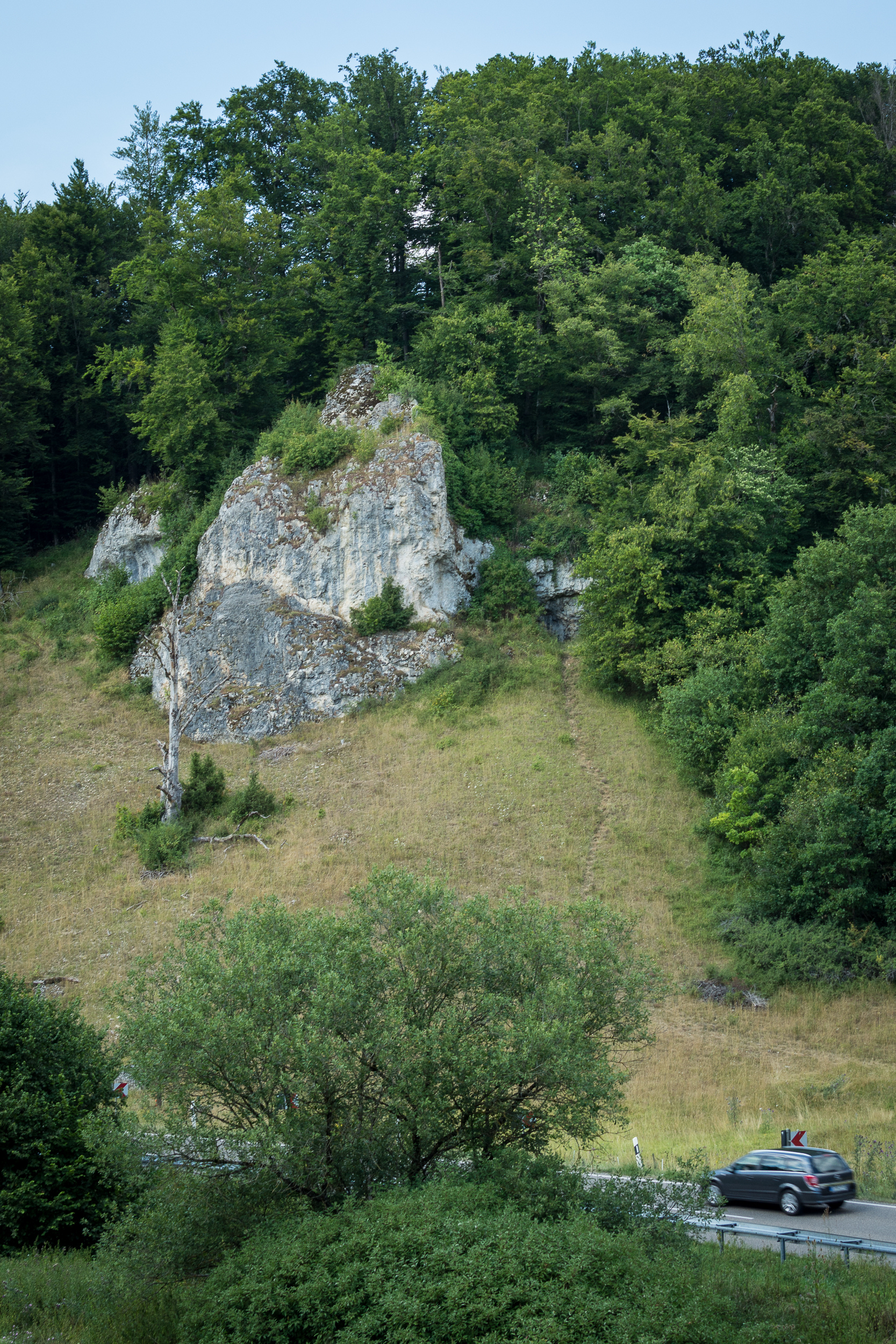
Der Ramenstein
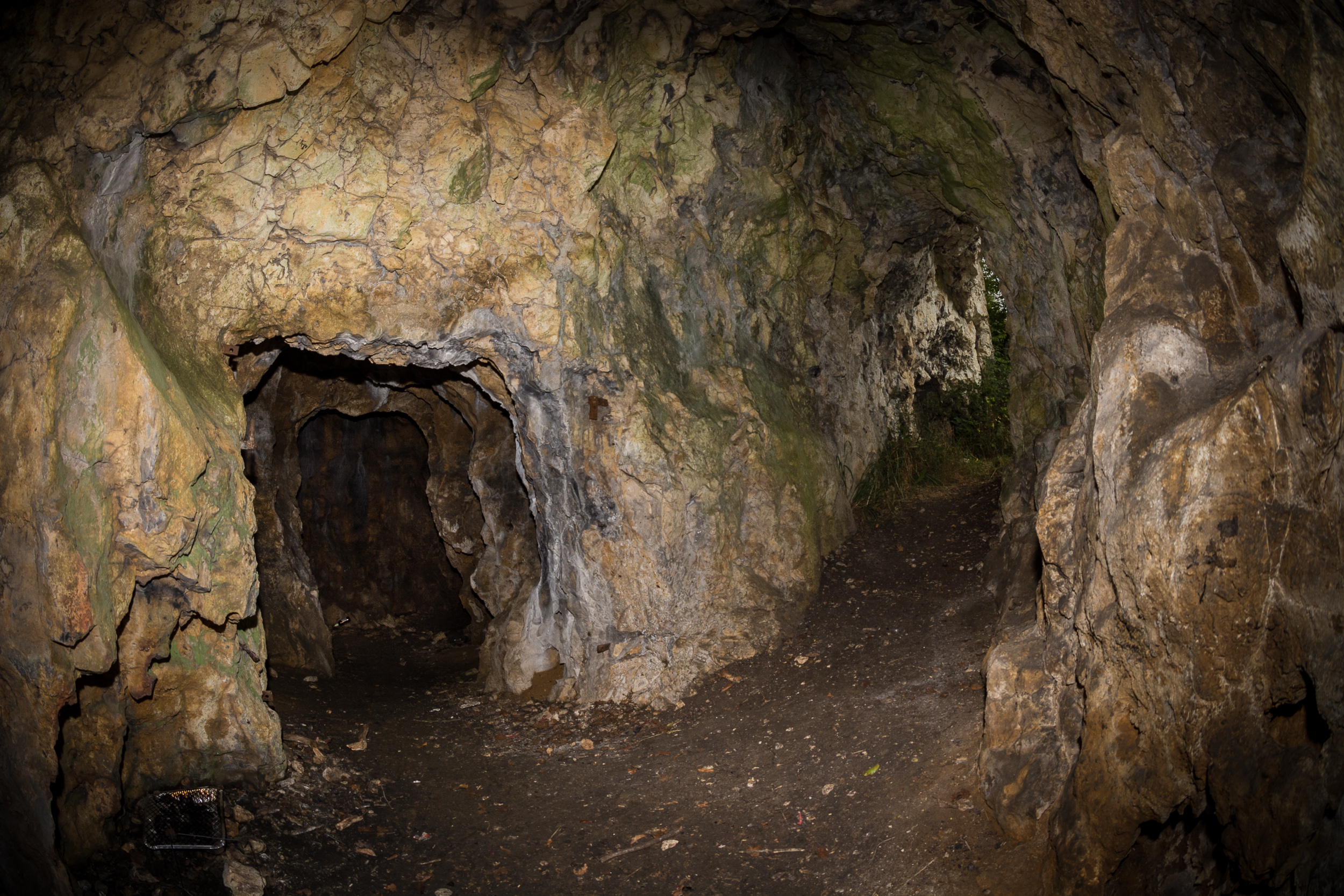
Blick in die Höhle und aus ihr heraus
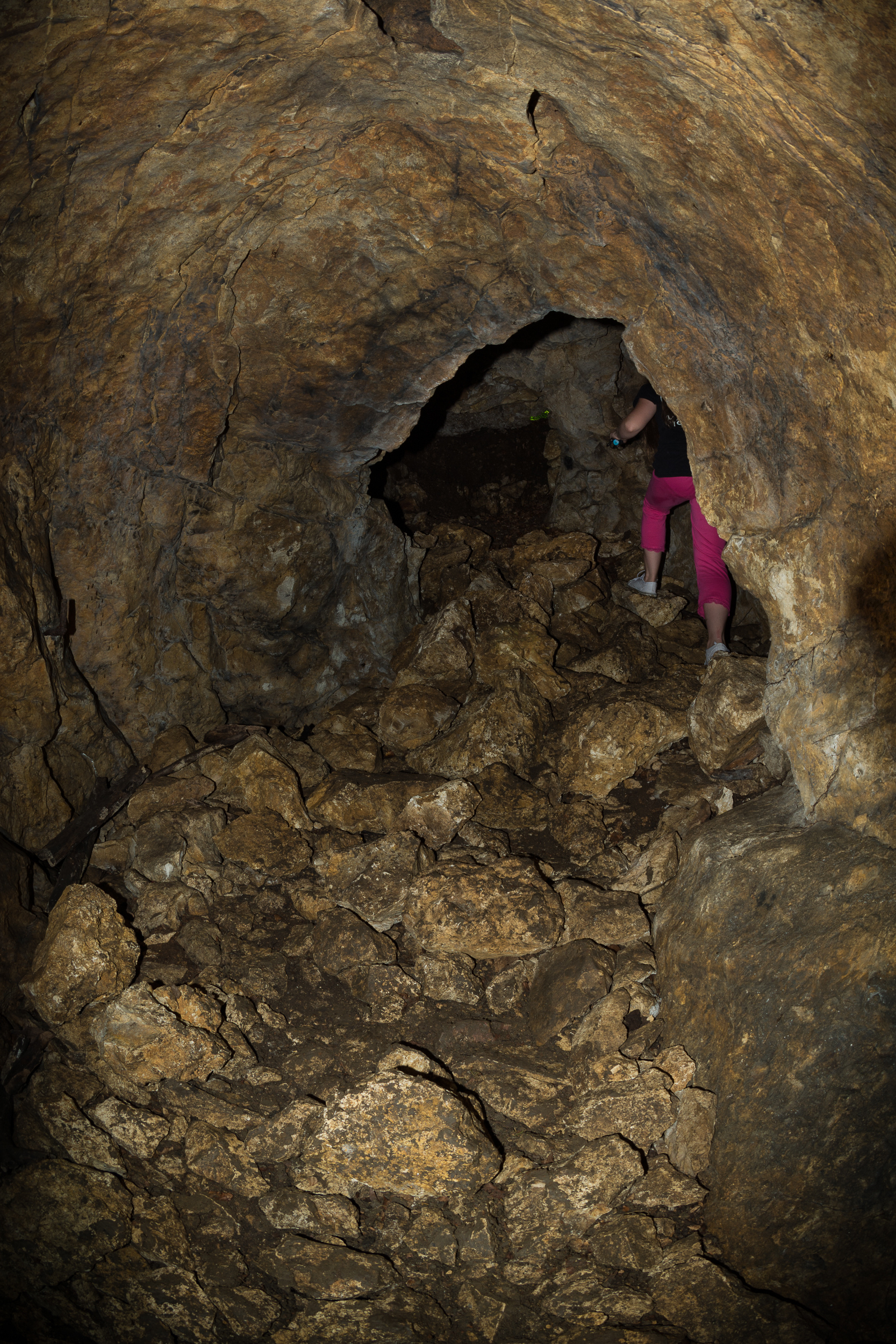
Der zugemauerte Nordost-Eingang von innen …
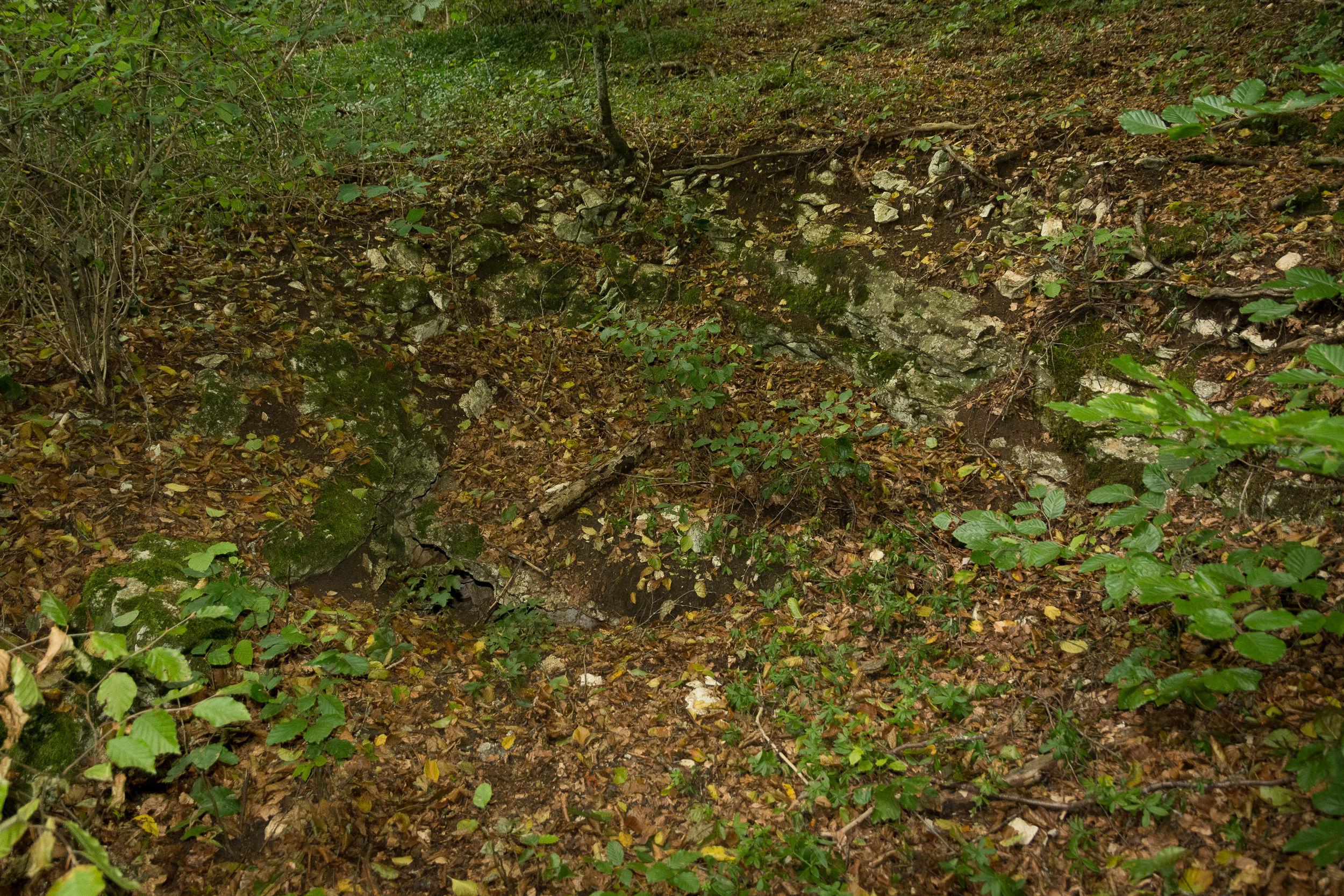
… und von außen